# Igapó (Natal)
Igapó é um bairro da zona norte de Natal, capital do estado do Rio Grande do Norte. Com 28 819 habitantes no último censo, é o oitavo bairro em população da cidade e o quinto da zona norte, Possui uma área de apenas 2,2 km², resultando em uma densidade demográfica superior a 13 000 hab/km².